# 美馬市立江原南小学校
美馬市立 江原南小学校（みましりつ えはらみなみしょうがっこう）は、徳島県美馬市脇町にある公立小学校。

## 概要

### 基礎データ
所在地等
- 〒779-3601 徳島県美馬市脇町字拝原829番地

### 教育目標
- 一人ひとりの個性能力を伸ばし、人権を尊重し、自主創造的で、たくましい体力と意思力を持って、生涯にわたって自己実現を続け、社会に貢献できる人間性豊かな児童を育成する。

## 沿革
- 2005年（平成17年） - 町村合併のため美馬市立江原南小学校となる。

## 通学区域が隣接している学校
- 美馬市立江原北小学校
- 美馬市立脇町小学校
- 美馬市立穴吹小学校
- 吉野川市立高越小学校
- 阿波市立林小学校